# Jean Martinet (Offizier)
Jean Martinet († 1672 vor Duisburg) war ein französischer Offizier, der in der Armee von Ludwig XIV. als strenger Drillmeister, Reformator und Generalinspekteur der Infanterie bekannt war.
Martinet war Lieutenant-Colonel im Régiment du Roi, das 1663 auf Initiative von Michel Le Tellier und dessen Sohn Louvois gebildet wurde, um für die französische Armee ein Vorbild an Disziplin zu schaffen. Über Martinets Karriere davor ist wenig bekannt. Er wurde 1668 zum Generalinspekteur der Infanterie ernannt und führte im Auftrag des Kriegsministers Louvois in die französische Infanterie strikte Disziplin und eine standardisierte Ordnung ein, was ihn bei den Soldaten und Offizieren sehr unpopulär machte, aber die Schlagkraft der Armee erheblich stärkte. Damals war es üblich, dass Adlige sich Posten in der Armee kauften und jeweils ihren eigenen Vorstellungen von Disziplin und Ausbildung folgten. Sie selbst hatten meist wenig Ahnung vom Militärberuf und die Armee wurde daher durch Söldner dominiert. Martinet professionalisierte und standardisierte die Armee. Er war ein früher Befürworter des Bajonetts (statt der damals noch üblichen Piken), erstmals in größerem Umfang auf dem Schlachtfeld im Holländischen Krieg 1672 bis 1678 auf französischer Seite eingesetzt. Von einigen wird ihm auch die Erfindung des Tüllenbajonetts um 1688 zugeschrieben, das so aufgesetzt war, dass die Muskete noch feuern konnte, üblicherweise wird sie aber Vauban zugeschrieben. In seiner Befürwortung von Bajonettangriffen als genereller Taktik konnte er sich aber bei Louvois nicht durchsetzen. Er förderte auch den Einsatz von Grenadieren bei Angriffen und soll portable Brücken erfunden haben.
Martinet ließ die Soldaten unablässig in Manövern und Drill üben (besonders das schnelle Nachladen der damaligen Vorderlader insbesondere unter Feindbeschuss war kompliziert und erforderte ständigen Drill) und legte ein System von Vorratsdepots an, sodass die Armee nicht mehr auf fouragieren bei der jeweiligen Bevölkerung angewiesen war. Er akzeptierte keinen Widerspruch bei seinen Untergebenen und bestrafte selbst kleinste Nachlässigkeiten hart. Die unter seinem Kommando gedrillten Soldaten beeindruckten Ludwig XIV. so sehr, dass er befahl, dass Adlige, die ein Offizierspatent mit eigenem Kommando kaufen wollten, vorher in einer Einheit unter Martinet dienen mussten.
Er fiel durch Artilleriebeschuss von eigener Seite, während er bei der Belagerung von Duisburg 1672 einen Angriff führte. Es wurde nie geklärt, ob der Beschuss versehentlich oder mit Absicht erfolgte. Da auch ein Schweizer Offizier namens Soury neben ihm fiel, entstand das Sprichwort, Ludwig XIV. habe in Duisburg nur einen kleinen Vogel (martinet bedeutet Segler oder Schwalbe im Französischen) und eine Maus (Souris) verloren.
Im Französischen ist eine Peitsche nach ihm benannt (Martinet) und im Englischen und Französischen werden Personen so genannt, die sich solcher Mittel zur Aufrechterhaltung strikter Disziplin bedienen. Ursprünglich benutzten die Engländer Martinet als Spottwort für die rigiden disziplinarischen Methoden in Frankreich, als diese sich auf den Schlachtfeldern als effektiv erwiesen wurden diese aber auch in anderen Armeen eingeführt.